# La Voix des mots
Albums de Alain Meilland
1975 : Meilland chante Frot Castanier 1977 : Mangiamerda
Pour des articles plus généraux, voir Alain Meilland et Paul Castanier.
La Voix des mots est un album de 1976 où Alain Meilland chante les poètes mis en musique par Paul Castanier.
La Voix des mots aborde la question de la mise en musique de la poésie et de son interprétation. Parallèlement à la sortie de cet album, des rencontres étaient organisées dans les Lycées de Bourges et du Cher. Un film, en quatre parties, présenté dans le cadre des rencontres FNAC retrace cette expérience pédagogique. Outre la participation des deux interprètes du disque, participent également à ce film Maurice Frot (écrivain), Marie-Hlène Braun (professeur de lettres), Jean-Christophe Dechico (directeur de la Maison de la Culture de Bourges) et trois lycéennes de Bourges.

## Musiciens
- Paul Castanier : piano - claviers
- Floréal Navarro : trombone (pour le titre "épitaphe")

## Fiche technique
- Enregistré en juillet 1976 à la Maison de la Culture de Bourges
- Pochette :
  - recto : dessin de François Solo
  - verso : Montage Georges Patitucci (29 juin 1928- 3 juin 2007) - photos Jean-Jacques Monnereau - Texte Sylvain Saada
- Prise de son et mixage : Philippe Tourancheau
- Gravure : Patrick Castagnetti

## Références

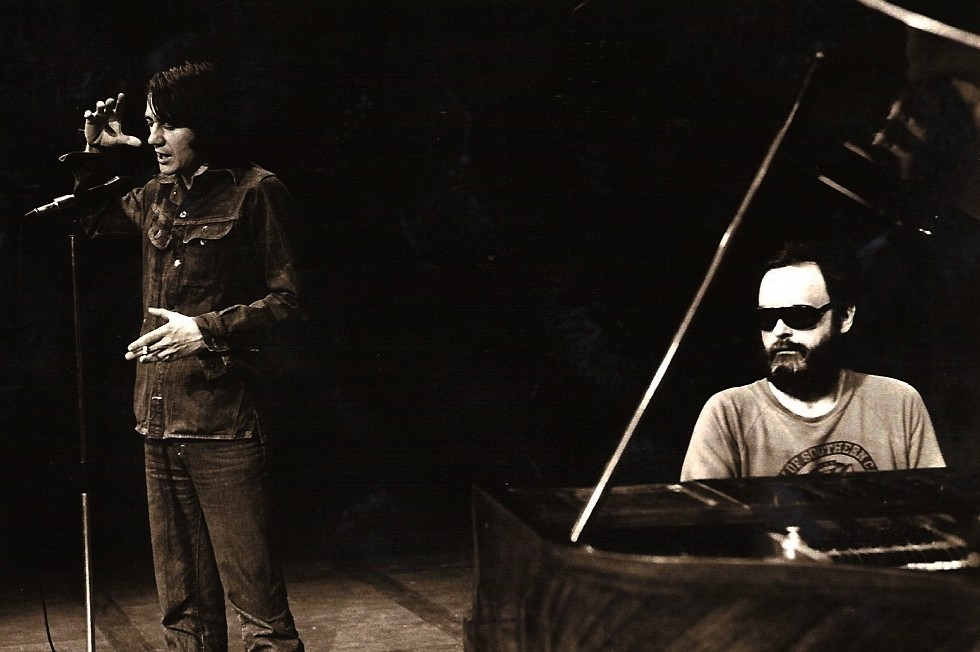
Pendant une répétition de l'enregistrement de l'album "La Voix des Mots" Alain Meilland (au micro) et Paul Castanier (piano)

## Face 1
1. Comment étaient réglés les Thélémites à leur manière de vivre (extraits) (François Rabelais) (Aura Pluriel) 3 min 21 s
2. Marguerite ou la blanche biche (anonyme du XIVe siècle - Paul Castanier) 2 min 13 s
3. La Lettre (Paul Verlaine, extrait de La Bonne Chanson – Paul Castanier) 3 min 35 s
4. Paria (Tristan Corbière – Paul Castanier) 2 min 26 s
5. Le Beau Navire (Charles Baudelaire– Paul Castanier) 4 min 27 s
6. Le Bal des Pendus (Arthur Rimbaud – Paul Castanier). 3 min 35 s

## Face 2
1. Roman (Arthur Rimbaud – Paul Castanier) 3 min 12 s
2. Épitaphe (François Villon - Aura Pluriel – Paul Castanier) 4 min 09 s
3. Dieu éclaboussé par Zoïle (Victor Hugo – Paul Castanier) 3 min 40 s
4. L'Homme et la Mer (Charles Baudelaire – Paul Castanier) 3 min 44 s
5. L'Émigrant de Landor Road (Guillaume Apollinaire – Paul Castanier) 5 min 01 s

## Informations
Sur la pochette est indiquée la mention « Premier Volume ». Alain Meilland et Paul Castanier avaient, en effet, l'intention de poursuivre ce travail de mise en musique de la poésie par un second volume qui aurait, chronologiquement et, à la suite du dernier titre de l'album précédent (L'émigrant de Landor Road de Guillaume Apollinaire) été consécré uniquement aux poètes du XXe siècle. Ce projet n'a pu aboutir faute de producteurs.